# Jaked
Jaked è un'azienda italiana specializzata in costumi e accessori per il nuoto.

## Storia
L'azienda venne creata nel 2007 da Francesco Fabbrica, un imprenditore di Vigevano attivo nel settore dei macchinari per l’accoppiamento dei tessuti. Il nome dell'azienda deriva dall'unione delle prime sillabe degli equivalenti in lingua inglese dei nomi dei figli di Fabbrica: Giacomo ed Edoardo (Jack ed Edward in inglese). Jaked acquisì grande notorietà quando, ai campionati mondiali di nuoto 2009, svoltisi a Roma, gli atleti gareggianti con l'innovativo costume J01 riportarono ottime prestazioni, tra le quali l'abbattimento di diversi record mondiali.